# Charmosyna meeki
Il lorichetto di Meek (Charmosyna meeki Rothschild ed Hartert, 1901) è un uccello della famiglia degli Psittaculidi.
Simile al lorichetto mentorosso, ha taglia attorno ai 16 cm, un segno blu sulla corona e una banda bruna sul collo da spalla a spalla. Nel sottoala ha due bande blu. Becco, iride e zampe arancio. Vive  in Nuova Guinea e sulle Isole Salomone nelle foreste primarie e montane oltre i 300 metri.